# Agenția Spațială Română

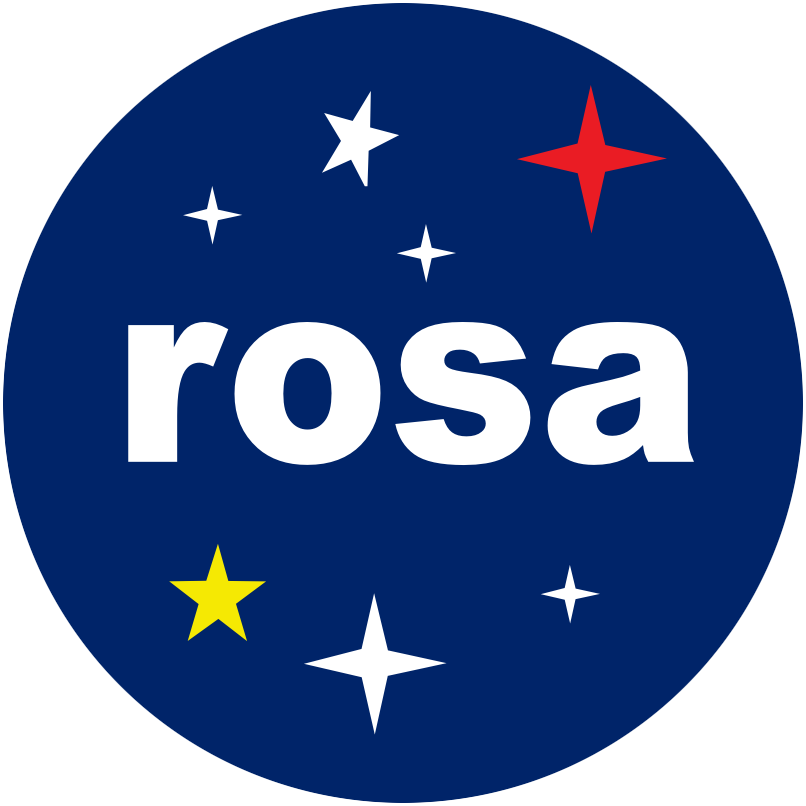
Logo der Agenția Spațială Română

Die Agenția Spațială Română (englisch Romanian Space Agency) ist die rumänische Weltraumagentur. Sie wurde 1991 gegründet und 1995 in eine außerbudgetäre Einheit mit Rechtsfähigkeit reorganisiert, die dem Rumänischen Ministerium für Forschung und Technologie unterstellt ist.
Am 22. Dezember 2011 wurde Rumänien das 19. Mitgliedsland der ESA.

## Vorgeschichte
Rumänien hat Luft- und Raumfahrttradition:
- Conrad Haas entwarf im 16. Jahrhundert eine Mehrstufenrakete mit Delta-Flügeln.[3]
- Traian Vuia entwickelte ein Motorflugzeug und unternahm damit 1906 einen kurzen Flugversuch.
- Henri Coandă entwickelte die Coanda-1910, das erste Flugzeug mit Jet-Antrieb (Flug im Jahr 1910).
- Hermann Oberth, „Vater der Raumfahrt“, lebte und wirkte zeitweise in Rumänien